# Їцзін (монах)

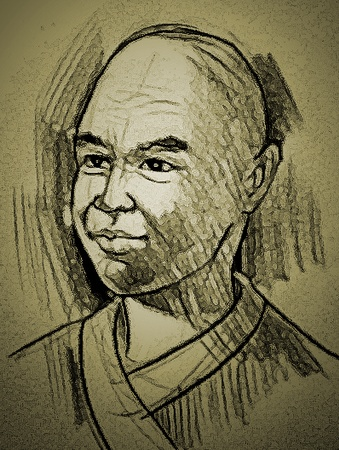
Їцзін

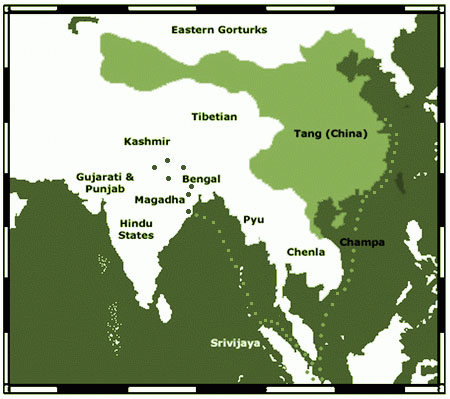
Подорож Їцзіна

Їцзін (кит.: 義淨, 三藏法師義淨, піньїнь: Yìjìng, Yiqing, I-Tsing або YiChing, 635—713) — китайський буддійський монах, що жив у період династії Тан. При народженні одержав ім'я Чжан Веньмін (кит.: 張文明). Їцзін здійснив 25-літню подорож у державу Шривіджая і до університету Наланда в Індії, де проходив навчання. Їцзін зібрав і переклав китайською мовою численні твори і залишив докладні описи своєї подорожі, які є безцінними джерелами щодо культури та історії країн, які він відвідав.

## Подорож Їцзіна
Чжан Веньмін народився у Цзічжоу 齐州 (сучасн. Цзінань, пров. Шаньдун), прийняв чернецтво у віці 14 років, отримав постриг у чаньского наставника Хуейчжи, 5 років вчився у патріархів школи устававінаї (люй-цзун) Фа-лі (569—635) і Дао-сюаня (596—667). Потім став учнем Сюаньцзана. Доброзичливий пан Фон (про якого майже не збереглося відомостей) виділив йому кошти, які він вирішив використати для подорожі в Індію, в монастир Наланда в сучасному штаті Біхар для глибокого вивчення буддизму.
У 671 році він відправився з Гуанчжоу на перському торговому кораблі, через 22 дні прибув у Палембанг (Шривіджая), де провів шість місяців, вивчаючи санскрит та малайський мову. Далі він відправився в королівство Мелаю і в Кедах. У 673 за десять днів шляху він прибув до «царства голих» (південний захід царства Шу).
Їцзін писав, що народ Куньлунь має кучеряве волосся, темну шкіру, вони ходять босими і носять саронги.
Потім він прибув на східне узбережжя Індії, де зустрів старого монаха, в якого цілий рік навчався санскриту. Потім приєднався до торговців і відвідав 30 міст і князівств. На півдорозі до монастиря-університету Наланда він сильно захворів, і не зміг продовжувати шлях зі своєю групою. Його пограбували розбійники, у нього не залишилося навіть одягу. Побоюючись жорстоких місцевих звичаїв приносити в жертву світлошкірих, він вимазав тіло брудом і покрив листям, і повільно дістався до монастиря Наланда.
У Наланді Їцзін провчився 11 років, після чого повернувся назад у Шривіджая. Він дуже високо цінував буддійську громаду Шривіджая і рекомендував китайським ченцям, перш ніж іти до Наланда, проходити навчання тут.

### Повернення

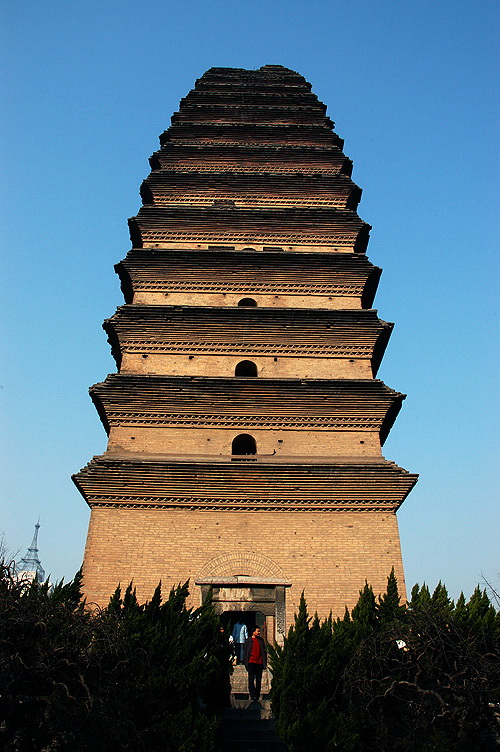
Мала пагода диких гусей

У 687 році Їцзін надовго зупинився в Палембанзі, де зібралося багато буддійських вчених. Два роки він займався перекладом буддійських творів на китайську мову. В 689 він повернувся в Гуанчжоу для того, щоб закупити папір і чорнило (яких в той час не було в Шривіджаї), і повернувся назад для продовження роботи. В 695 році він завершив роботу і повернувся в Китай, прибувши в Лоян, де був тепло зустрінутий імператрицею У Цзетянь. Вся подорож зайняла 25 років, він привіз 400 буддійських творів.. Збереглися його подорожні нотатки, що розповідають про подорож і труднощі шляху, культуру та побут Індії та Шривіджаї, етнографічні замальовки.
Він переклав понад 60 сутр, в першу чергу:
- Saravanabhava Vinaya (切有部毗奈耶)
- Авадана, історії великих подвигів (譬喻經) 710.
- Suvarnaprabhascottamaraja-sutra, сутра прославленого царя (金光明最勝王經) 703.

Він став мешкати в Монастирі Щастя міста Чан'ань (Сіань), де спеціально для зберігання буддійських творів на його прохання була побудована Мала пагода диких гусей.

## Дивись також
- Наланда
- Вікрамашіла
- Фа Сянь
- Сюаньцзан
- Шривіджая
- Мала пагода диких гусей